# Max Hainle
Max Otto Hainle (Dortmund, 23 febbraio 1882 – 19 aprile 1961) è stato un nuotatore e pallanuotista tedesco.

## Carriera
Partecipò alle gare di nuoto e di pallanuoto della II Olimpiade di Parigi del 1900 e vinse una medaglia d'oro, nei 200m stile libero per squadre con la Deutscher Schwimm-Verband Berlin (con un punteggio totale di 33).
Prese parte anche alla gara dei 1000 metri stile libero, arrivando quarto in finale, nuotando in 15'22"6, e con la squadra del Berliner Swimming Club, al torneo olimpico di pallanuoto, perdendo ai quarti di finale per 3-2 contro i Pupilles de Neptune de Lille.

## Palmarès
- Oro ai Giochi olimpici di Parigi 1900 nei 200m stile libero per squadre